# Fausto Leali
Faustino (Fausto) Leali (Nuvolento, Brescia; 29 de octubre de 1944) es un cantante italiano.

## Trayectoria artística
Leali inició su andadura musical en diversas bandas en su natal Brescia. Su primer profesor de guitarra fue Tullio Romano, de la banda Los Marcellos Ferial.
Su primera grabación fue en 1962, el sencillo promocional "Fausto Denis" para la revista Nuova Enigmistica Tascabile. Se incorporó a The Novelty, una banda beat formada por Franco Piacibello (saxofón), Delio Ombrella (batería), Silvio Pesce (bajo) y Piero Braggi (guitarra) en Alessandria. Con su grupo obtuvo un contrato para grabar en esa discográfica  algunos sencillos, incluyendo dos versiones de Beatles –"Please Please Me" y "Lei ti ama" ("She Loves You"). La oportunidad para Leali llegó en 1966 cuando el ejecutivo de A&R Ezio Leoni cambió a la discográfica Ri-Fi, llevando a Leali y a Tthe Novelty consigo.
El primer éxito de Leali y The Novelty fue "A chi" en 1967, una versión italiana del tema americano de 1954 "Hurt", escrito por Roy Hamilton. "A chi" vendió cerca de un millón de copias, y fue premiado con un disco de oro.  El mismo año, Leali participó en el festival Un disco per l'estate, con la canción "Senza di te".
En 1969, 1971, y 1974, volvió a Un disco per l'estate con las canciones "Tu non meritavi una canzone", "Si chiama Maria", y "Solo lei". Volvió al hit parade en 1976 con el sencillo "Io camminerò", uno de sus mayores éxitos, de la que hizo una versión en español de gran éxito en España: "Yo caminaré", este tema también lo cantaría Umberto Tozzi; y también en 1980 Leali realizó una performance de la canción de Totò: "Malafemmena".
A finales de los años 80, participó en numerosas ocasiones en el Festival de Sanremo; en 1987, con "Io amo", 4.º puesto; en 1988, con "Mi manchi" en el 5.º; y en 1989, a dúo con Anna Oxa: "Ti lascerò", tema con la que ganaron el festival.
El mismo año, Oxa y Leali representaron a Italia en el Festival de la Canción de Eurovisión con el tema "Avrei voluto". Quedaron en novena posición. Leali volvió a Sanremo en 2002, con "Ora che ho bisogno di te", a dúo con Luisa Corna, and the next year with "Eri tu" ("It was you"), which eventually went platinum.
Después tomó parte en 2006 en Rai Due del reality show Music Farm, donde llegó a la final, Posteriormente publicó un nuevo disco: Profumo e Kerosene, con diez nuevas canciones.
Debido a su natural color de voz, Leali fue apodado por los medios italianos como Il negro bianco,

## Vida personal
En 1968, Leali se casó con la cantante Milena Cantù, de la compañía discográfica fundada por Adriano Celentano. Tuvieron una hija, Deborah, llamada como su exitosa canción de ese año en el Festival di Sanremo, que cantó a dúo con Wilson Pickett (quedó en cuarto puesto).

## Discografía seleccionada

### Álbumes
- 1964 Fausto Leali
- 1966 Fausto Leali e i suoi Novelty
- 1968 Il negro bianco
- 1975 Amore Dolce, Amore Amaro, Amore Mio
- 1976 Io camminerò
- 1977 Leapoli
- 1981 Un attimo di blu
- 1992 Saremo promossi
- 1994 Anima nuda
- 2002 Secondo me ... io ti amo
- 2006 Profumo e Kerosene
- 2016 Non sono Leali

### Sencillos
| - 1961 "Il mondo di Suzie Wong" / "Veleno dolce" - 1961 "I magnifici sette" / "Madonnina delle due strade" - 1961 "Lei" / "Non sono più la tua ragazza" - 1961 "Amarti così" / "Lo squilibrato" - 1963 "Please please me" / "5 giorni" - 1963 "Follie d'estate" / "Non voglio più piangere" - 1964 "La campagna in città" / "Ho perduto" - 1964 "Lei ti ama" / "Danza senza nome" - 1964 "Allora non-era amore" / "Baby Jane" - 1965 "Raccontalo ad un altro" / "Un bacio in più" - 1965 "Sha La La" / "Sorriderai" - 1966 "È solo un gioco" / "Per un momento ho perso te" - 1966 "Mamma perdonami" / "E non-lo scorderai" - 1967 "A chi" / "Se qualcuno cercasse di te" - 1967 "Senza di te" / "Oscurità" - 1967 "Senza luce" ("A whiter shade of pale") / "Per un momento ho perso te" - 1968 "Deborah" / "Non importa se" - 1968 "Angeli negri" / "Potrai fidarti di me" - 1968 "È colpa sua" / "Chiudo gli occhi e conto a sei" - 1969 "Un'ora fa" / "Non l'hai capito" - 1969 "Tu non-meritavi una canzone" / "Sono un uomo che non-sa" - 1969 "Portami con te" / "Sei stata troppo tempo in copertina" - 1970 "Hippy" / "Una voce amica" - 1970 "Ave Maria no morro" / "Jasemine" - 1971 "Si chiama Maria" / "America" - 1971 "Lei" / "Piango per chi" - 1972 "L'uomo e il cane" / "La mia primavera" - 1972 "Karany karanué" / "Buongiorno professore" | - 1973 "La bandiera di sole" / "Il vento lo racconterà" - 1973 "Samantha" / "Buongiorno professoreò" - 1973 "Quando me ne andrò" / "Canto per lei" - 1974 "Solo lei" / "Non andremo mai in paradiso" - 1975 "Amore dolce, amore amara, amore mio" / "Dum dum la la" - 1976 "Io camminerò" / "L'ultima volta" - 1977 "Vierno" / "Di sera" - 1978 "Tu non-mia" / "Soli non-si può" - 1980 "Musica ti amo" / "A costo di morire" - 1981 "Malafemmena" /Il tuo posto" - 1981 "Canzone facile" / "Non ti arrendi mai" - 1982 "Gente comune" / "Vado col vento" - 1983 "Canzone amara" / "Camminando" - 1984 "Io, io senza te" / "Allora no" - 1986 "Via di qua" (cara A con Mina) / "Cosa manca" - 1987 "Io amo" / "Notte d'amore" (cara B conh Loredana Bertè) - 1988 "Mi manchi" / "Col tempo" - 1989 "Ti lascerò" / "Ti lascerò" (instrumental) (conh Anna Oxa) - 1989 Avrei voluto" / "Avrei voluto" (instrumental) (con Anna Oxa) - 1992 "Perché" - 1997 "Non ami che te" - 2002 "Ora che ho bisogno di te" (conh Luisa Corna) - 2003 "Eri tu" - 2006 "Nascerà" - 2009 "Una piccola parte di te" - 2011 "Sono tornato" - 2016 "A chi mi dice" (conh Mina) |

## Filmografía
- I ragazzi dell'Hully Gully (1964)
- Escort in Love (2011)